# Estación de Colombres
Colombres es un apeadero ferroviario situado en el municipio español de Ribadedeva, en el Principado de Asturias, y presta servicio a la localidad de Colombres. Forma parte de la red de vía estrecha operada por Renfe a través su división comercial Renfe Cercanías AM.

## Situación ferroviaria
Las instalaciones se encuentran situadas en el punto kilométrico 450,7 de la línea férrea de ancho métrico que une Oviedo con Santander, entre las estaciones de Pendueles y de Unquera, a 60 metros de altitud. El tramo es de vía única y está sin electrificar.

## Historia
Fue abierta al tráfico el 20 de julio de 1905, con la puesta en servicio del tramo Llanes-Cabezón de la Sal de una línea que con este tramo completaba su recorrido entre Santander y Llanes. Las obras corrieron a cargo de la Compañía del Ferrocarril Cantábrico. En 1972, el recinto pasó a depender de la empresa pública FEVE que mantuvo su gestión hasta el año 2013, momento en el cual la explotación fue atribuida a Renfe Operadora y las instalaciones a Adif.

## Servicios ferroviarios

### Regionales
Los trenes regionales que unen Oviedo y Santander tienen parada en la estación.
| Línea | Origen/Destino | Paradas intermedias | Destino/Origen |
| ----- | -------------- | --- | -------------- |
|       | Oviedo         | La Corredoria · Parque Principado · Colloto · Meres · Fonciello · El Berrón · La Carrera · Pola de Siero · Los Corros · Lieres · El Remedio · Llames · Nava · Fuente Santa · Ceceda · Carancos · Pintueles · Infiesto · Infiesto-Apeadero · Villamayor · Sebares · Soto de Dueñas · Ozanes · Policlínico de Arriondas · Arriondas · Fuentes · Toraño · Cuevas · Llovio · Ribadesella · Camango · Belmonte · Nueva · Villahormes · Posada · Balmori · Celorio · Poo · Llanes · San Roque del Acebal · Vidiago · Pendueles · Colombres · Unquera · Pesúes · San Vicente de la Barquera · El Barcenal · Roiz · Treceño · Cabezón de la Sal · San Pedro de Rudagüera · Puente San Miguel · Torrelavega-Centro | Santander      |